# Cape Three Points

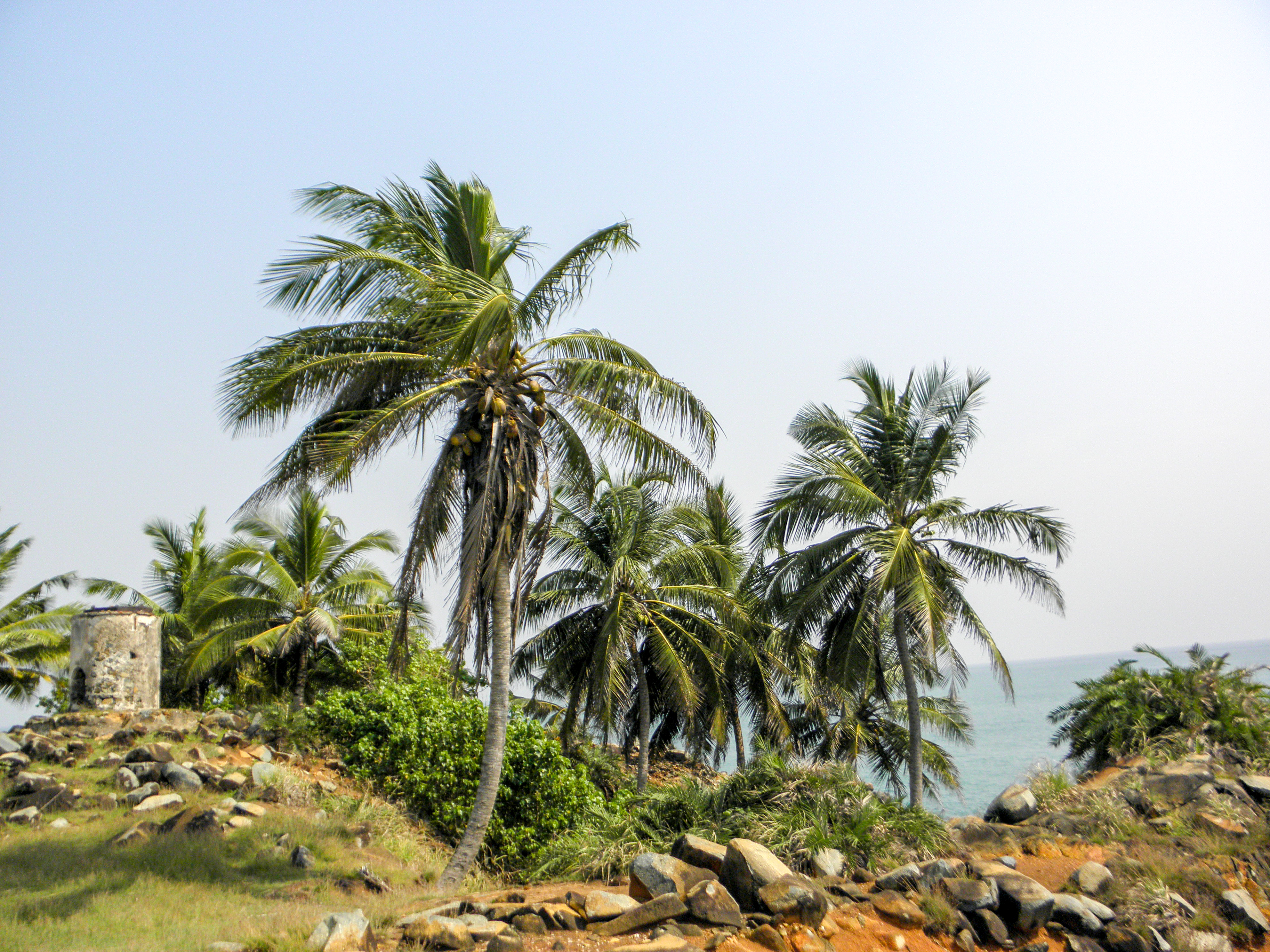
Zbytky starého majáku

Cape Three Points (Trojhrotý mys) je mys na pobřeží Guinejského zálivu v Ghaně. Nachází se nedaleko města Princes Town v Západním regionu a je nejjižnějším bodem země. Je vzdálen 570 kilometrů od místa v moři, kde se protínají rovník a nultý poledník a je proto v angličtině nazýván land nearest nowhere (země nejblíž nicoty). Poloostrov je znám svými plážemi, kde se rozmnožují mořské želvy, pěstuje se zde kaučukovník a palma olejná.
Mys objevil roku 1470 Portugalec João de Santarém a nazval ho podle trojice skalnatých výběžků. Díky bohatým zdrojům sladké vody se místo stalo oblíbenou zastávkou plachetnic plujících kolem afrického pobřeží. Poblíž mysu postavili roku 1681 Prusové otrokářskou pevnost Groß Friedrichsburg, kterou roku 1720 prodali Nizozemcům a roku 1872 ji získali Britové. Roku 1875 zde byl postaven maják, který byl roku 1921 nahrazen modernější stavbou, fungující také jako turistická atrakce. V roce 1949 byly okolní lesy vyhlášeny chráněným územím.